# Benedict Pothier
Pour les articles homonymes, voir Pothier.
Benedict Pothier, C.M., est un médecin et un chirurgien canadien, originaire de Campbellton, au Nouveau-Brunswick. Il joue un rôle important dans la fondation de l'hôpital Saint-Joseph de Dalhousie. Il participe à plusieurs missions de CARE-MEDICO International en Afrique et en Asie à partir des années 1960. Il est fait membre de l'ordre du Canada en 1997. Il meurt le 21 novembre 2008.